# La Vie fantastique de Bruce Lee
Pour plus de détails, voir Fiche technique et Distribution.
La Vie fantastique de Bruce Lee (李小龍傳奇, Li Xiao Long zhuan qi) est un film d'arts martiaux semi-biographique hongkongais écrit et réalisé par Ng See-yuen et sorti en 1976 à Hong Kong, trois ans après la mort de Bruce Lee.
Il est tourné en mandarin, tout comme les films de Bruce Lee de l'époque, alors que le cinéma hongkongais était entre-temps passé majoritairement au cantonais.

## Synopsis
Le film raconte la vie de Bruce Lee (Ho Chung-tao) en commençant par son départ de Hong Kong pour aller à l'université de Seattle. La plupart des étapes importantes de sa vie (son rôle dans la série Le Frelon vert, son mariage avec Linda Lee, sa carrière cinématographique éclair à Hong Kong, et sa mort soudaine dans l'appartement de Betty Ting Pei) sont couverts, avec un rapport un peu moins ténu à la vérité que dans les précédents biopics de Lee.

## Fiche technique
- Titre francophone : La Vie fantastique de Bruce Lee
- Titre original : 李小龍傳奇
- Titre international : Bruce Lee: The Man, The Myth
- Scénario et réalisation : Ng See-yuen
- Photographie : Wing Chen
- Montage : Mike Harris, Hung-yao Pan et Ming Sung
- Musique : Chow Fook-leung
- Production : Pau Ming
- Société de distribution : Eternal Film Company
- Pays d'origine :  Hong Kong
- Langue originale : mandarin
- Format : couleur
- Genre : Arts martiaux
- Durée : 98 minutes
- Dates de sortie :
  -  Hong Kong : 28 octobre 1976

## Distribution
- Ho Chung-tao : Bruce Lee
- Unicorn Chan (en) : lui-même
- Chiu Chi-ling (en) : Mr Chan
- Fung Ging-man (en) : Lee Sifu
- Alan Chui Chung-san : l'un des élèves de Bruce Lee
- Sham Chin-bo : l'ami de Bruce Lee à San Francisco
- Mars : Charlie
- Fung Hak-on : l'un des hommes qui défie Bruce Lee sur le plateau d'Opération Dragon
- Lee Hoi-sang (en) : l'un des hommes qui défie Bruce Lee sur le plateau d'Opération Dragon
- Yuen Biao : l'un des hommes qui défie Bruce Lee sur le plateau d'Opération Dragon
- Carl Scott : l'un des jeunes élèves de Bruce Lee
- Wong Mei : un figurant
- Fong Yuen : le diseur de bonne aventure
- Lau Kwok-shing : le méchant figurant d'Opération Dragon
- Leung Siu-cheng : le maître battu dans la rue
- David Chow : Murayaki
- Lynda Hirst : Linda Lee
- Ip Chun : Ip Man, le maître de wing chun de Bruce Lee
- Roberta Ciappi : la fille du mafieux italien
- Donnie Williams : le voyou karatéka
- Siu Yuk-lung : un figurant
- Richard Cheung Kuen : un étudiant
- Chung Chaan-chi
- Gam Tin-chue

## Production
Linda Lee est jouée par Lynda Hirst, une Anglaise qui était l'épouse d'un militaire en poste à Hong Kong au moment du tournage. Le réalisateur, après avoir cherché sans succès pendant un certain temps une « Linda Lee » appropriée parmi les actrices disponibles, est tombé sur Lynda Hirst alors qu'il faisait ses courses dans un marché local et a remarqué sa ressemblance avec la femme de l'acteur décédé. En apprenant qu'elle était une « occidentale », il lui a immédiatement confié ce (petit) rôle. Les vrais fils de Lynda peuvent également être vus très brièvement dans le film en tant qu'enfants de Lee.

## Sortie
Le 22 mai 2000, le DVD est sorti par Mia au Royaume-Uni dans la région 2. Deux ans plus tard, le 23 décembre 2002, il est ressorti dans un coffret de 4 DVD comprenant Black Friday, L'Héritier de la violence, et Le Jeune Tigre. Aux États-Unis, le film est sorti plusieurs fois en DVD car il est tombé dans le domaine public.
Une version française existe, produite par DR Films sous la direction d'André Chelossi et avec l'adaptation d'Yvon Gérault.

## Réception
Dans son essai en trois parties sur la Bruceploitation pour Impact Magazine (en), Dean Meadows écrit : « Il s'agissait d'une production plus importante et meilleure, offrant un budget plus large, des lieux internationaux et le nom de Ho Chung-tao dans le générique d'ouverture. À sa sortie, plus tôt, les éléments scandaleux du déluge d'exploitation avaient pratiquement disparu. Des scènes du Petit Dragon « en action » avec Betty Ting Pei étaient absentes de la production et la fureur de contact que les gens attendaient d'un biopic de Bruce Lee s'est finalement réalisée. Chaque réalisateur peut bien sûr s'offrir un peu de licence artistique et tandis qu'un certain nombre de scènes de combat étaient complètement imaginaires, Ng See-yuen avait sans aucun doute créé un hommage approprié à la mémoire du « Roi du Kung-fu » incontesté. Avec une chorégraphie de première classe, Ho Chung-tao a représenté le Petit Dragon dans un certain nombre de combats hors du commun ».
Le Time Out Film Guide écrit sur le film : « Une biographie sans imagination et exploiteuse. Feriez-vous confiance à un film qui s'ouvre sur une scène de rue des années 70 avec le sous-titre "Hong Kong 1958" ? ».
Joseph Kuby donne au film une note de 7 sur 10 et déclare : « Occasion manquée des cinéastes d'ajouter de la profondeur au film s'ils prenaient le film plus au sérieux (c'est-à-dire le rendre aussi crédible qu'incroyable), mais toujours un effort plaisant qui devrait plaire aux fans de Bruce Lee et aux aficionados qui ne semblent pas s'inquiéter de regarder des films où une star est exploitée pour gagner beaucoup d'argent et un divertissement superficiel - même si cela dit, il y a beaucoup mieux à cet égard (en particulier dans le domaine de la Bruceploitation) ! ».